# Bảo tàng Silesian Stanisław Dunajewski ở Sobótka
Bảo tàng Silesian Stanisław Dunajewski ở Sobótka (tiếng Ba Lan: Muzeum Ślężańskie im. Stanisława Dunajewskiego w Sobótce) là một bảo tàng tọa lạc tại số 18 Phố Thánh James, Sobótka, huyện Wrocławski, tỉnh Dolnośląskie, Ba Lan. 

## Lược sử hình thành
Bảo tàng Silesian Stanisław Dunajewski ở Sobótka được thành lập vào năm 1962 theo khởi xướng của Stanisław Dunajewski - một người lính của Quân đội Ba Lan và Quân đội Nhà, tiếp nối truyền thống của Bảo tàng Heimatmuseum từng tồn tại trước đó (được thành lập vào năm 1926). Cả hai bảo tàng này đều nằm trong tòa "Nhà của Tu viện trưởng" được xây dựng vào thế kỷ 16 - một tòa nhà trước đây là một bệnh viện do Dòng Thánh Âu Tinh dựng lên.  
Triển lãm thường trực đầu tiên tại Bảo tàng mở cửa đón công chúng vào năm 1966. Năm 1992, Bảo tàng được đặt tên hiện tại. Ba năm sau, Phòng trưng bày của Bảo tàng bắt đầu hoạt động. 

## Triển lãm
Bộ sưu tập của Bảo tàng Silesian Stanisław Dunajewski ở Sobótka hiện đang bao gồm các triển lãm thường trực sau:
- "Niềm tin cũ": giới thiệu tín ngưỡng và văn hóa tâm linh của khu vực Sleza

- "Thiên nhiên của Khối núi Ślęża": trưng bày các bộ sưu tập trong lĩnh vực địa chất, động vật và thực vật

Nhà thờ ở khu vực tiếp giáp với tòa nhà trụ sở của Bảo tàng cũng sở hữu các yếu tố kiến trúc lịch sử với các tác phẩm điêu khắc từ Sobótka và các khu vực xung quanh.

## Giờ mở cửa
Bảo tàng Silesian Stanisław Dunajewski ở Sobótka hoạt động quanh năm, mở cửa từ thứ Tư đến Chủ nhật và vào thứ Ba cuối cùng của tháng. Khách tham quan phải trả phí vào cửa, riêng thứ Bảy khách tham quan được vào cửa miễn phí.